# ايزوسيل
أجهزة الاستشعار الصناعية (ISOCELL) هي عائلة من المستشعرات التي تنتجها سامسونج وتوفرها لبيعها لشركات أخرى، تُستخدم هذه المستشعرات في الكثير من المنتجات مثل الهواتف المحمولة والكمبيوترات والكاميرات الرقمية.   

## روابط خارجية
- الموقع الرسمي لمستشعر الصور ISOCELL من Samsung | Samsung